# Hysterothylacium
Hysterothylacium är ett släkte av rundmaskar som beskrevs av Ward och Magath 1917. Enligt Catalogue of Life ingår Hysterothylacium i familjen Ascarididae, men enligt Dyntaxa är tillhörigheten istället familjen Anisakidae.
Kladogram enligt Catalogue of Life och Dyntaxa:
| Hysterothylacium | \| \| Hysterothylacium aduncum \| \| \| \| \| \| Hysterothylacium auctum \| \| \| \| \| \| Hysterothylacium cornutum \| \| \| \| \| \| Hysterothylacium gadi \| \| \| \| \| \| Hysterothylacium incurvum \| \| \| \| \| \| Hysterothylacium marinum \| \| \| \| \| \| Hysterothylacium rigidum \| \| \| \| \| \| Hysterothylacium seriolae \| \| \| \| \| \| Hysterothylacium zenopsis \| \| \| \| |
|                  | \| \| Hysterothylacium aduncum \| \| \| \| \| \| Hysterothylacium auctum \| \| \| \| \| \| Hysterothylacium cornutum \| \| \| \| \| \| Hysterothylacium gadi \| \| \| \| \| \| Hysterothylacium incurvum \| \| \| \| \| \| Hysterothylacium marinum \| \| \| \| \| \| Hysterothylacium rigidum \| \| \| \| \| \| Hysterothylacium seriolae \| \| \| \| \| \| Hysterothylacium zenopsis \| \| \| \| |
|                  | Acanthocheilus |
|                  | |
|                  | Ascaris |
|                  | |
|                  | Paranisakiopsis |
|                  | |
|                  | Parascaris |
|                  | |
|                  | Pseudoterranova |
|                  | |
|                  | Toxascaris |
|                  | |
|                  | Toxocara |
|                  | |
|                  | Hysterothylacium aduncum |
|                  | |
|                  | Hysterothylacium auctum |
|                  | |
|                  | Hysterothylacium cornutum |
|                  | |
|                  | Hysterothylacium gadi |
|                  | |
|                  | Hysterothylacium incurvum |
|                  | |
|                  | Hysterothylacium marinum |
|                  | |
|                  | Hysterothylacium rigidum |
|                  | |
|                  | Hysterothylacium seriolae |
|                  | |
|                  | Hysterothylacium zenopsis |
|                  | |

|  | Hysterothylacium aduncum  |
|  |                           |
|  | Hysterothylacium auctum   |
|  |                           |
|  | Hysterothylacium cornutum |
|  |                           |
|  | Hysterothylacium gadi     |
|  |                           |
|  | Hysterothylacium incurvum |
|  |                           |
|  | Hysterothylacium marinum  |
|  |                           |
|  | Hysterothylacium rigidum  |
|  |                           |
|  | Hysterothylacium seriolae |
|  |                           |
|  | Hysterothylacium zenopsis |
|  |                           |